# Idiurus
Pour les articles homonymes, voir Anomalure nain.
Anomalures nains
Genre
Espèces de rang inférieur
- Idiurus zenkeri
- Idiurus macrotis

Les Anomalures nains (Idiurus) sont un genre de mammifères rongeurs de la famille des Anomaluridae. C'est le zoologiste allemand Paul Matschie (1861-1926) qui a créé en 1894 ce genre qui comprend deux espèces d'écureuils volants nains d'Afrique.

## Liste d'espèces
Selon Mammal Species of the World (version 3, 2005)  (11 oct. 2012) et ITIS (11 oct. 2012) :
- Idiurus macrotis Miller, 1898 — Anomalure nain ou Anomalure nain à longues oreilles.
- Idiurus zenkeri Matschie, 1894 — Anomalure nain de Zenker ou Écureuil volant de Zenker

Selon NCBI (11 oct. 2012) :
- Idiurus macrotis